# Yahya Alwan
 Yahya Alwan Manhal  (arabiska:يحي علوان منهل, född 1 juli 1956 i Bagdad, Irak) är en före detta förbundskapten för Iraks herrlandslag i fotboll och olympisk tränare, som för närvarande tränar Al-Zawraa i Irak.